# Školní masakr v Kauhajoki
Masakrem v Kauhajoki je událost z 23. září 2008, kdy finský student Matti Juhani Saari (15. dubna 1986 Pyhäjärvi, Finsko –- 23. září 2008 Kauhajoki, Finsko) ve střední škole v Kauhajoki, kde studoval, zastřelil deset lidí a dva těžce zranil. Poté spáchal sebevraždu.

## Před masakrem
V roce 2008 začal Saari vymýšlet plány, jak zabít všechny své spolužáky a všechny učitele. Saariho přítel Joni Helminen uvedl, že Saari byl posedlý zbraněmi. „Chodil jsem s ním jednou týdně střílet na střelnici a on mi půjčoval pistoli. Matti rád střílel, ale nevěřil bych, že by střílel na lidi. To je obtížné pochopit. On byl chytrý a ve škole mu to šlo dobře. Chodil i na párty, i když nebyl zrovna společenský,“ řekl Helminen. Saari natočil 14. září 2008, 9 dní před masakrem, video, které pod jménem "Wumpscut86" uložil na server YouTube. Citát k videu byl: "Život je válka a válka je bolest". Ve videu namířil Saari do kamery, řekl "You will die next" ("Jsi další na řadě") a vystřelil do zeminy těsně pod kameru. Kameraman byl Helminen. Druhý den přišla do Saariho domu policie z důvodu videa, které uveřejnil předchozí den na YouTube. Saari řekl, že šlo o pouhý žert a že na pistoli má zbrojní průkaz. Policisté tím celý případ uzavřeli.

## Masakr
Masakr se měl odehrát několik dní před skutečným termínem, ale z různých důvodů ho musel Saari odložit. Teprve 23. září přišla vhodná chvíle. Saari vyšel z domu s batohem a pistolí. Když byl v areálu školy, šel nejprve do sklepních prostor, kde zastřelil tři přítomné spolužáky. Poté šel k sobě do třídy, kde jeho spolužáci zrovna psali test z matematiky. Vytáhl pistoli a postřelil učitele, který byl na místě mrtev. Poté zabil několik svých spolužáků. "Když Matti přišel a rozstřílel hlavu učitelovi, byl to hrozný pohled. Potom zastřelil čtyři holky a když mě viděl, zamířil na mě. Já se lekl a zvedl ruce, on ale řekl jen: "nazdar" a zmizel z třídy" popsal tento hrozný zážitek Saariho přítel Helminen. Saari zašel i do ostatních tříd a postřelil minimálně jednoho přítomného žáka. Když ke škole přijela policie, chystal se Saari zastřelit ředitele školy. Když Saari uslyšel policejní sirény, přiložil si pistoli ke spánku. "On však překvapivě nezemřel. Jen měl v hlavě díru" řekl později ředitel. Saariho zranění však bylo velmi vážné. Byl převezen do nemocnice, kde na následky zranění zemřel.

## Důvody
Důvod masakru byl dlouho nejasný. Později však byl nalezen malý vzkaz napsaný Saarim, kde stálo: "Nenávidím lidi a celou lidskou rasu." Saari zastřelil celkem deset lidí, z toho jednoho spolužáka, osm spolužaček, jednoho učitele a jednu učitelku těžce zranil. Jeho čin byl nápadně podobný tomu, který se odehrál o rok dříve, v roce 2007. Tehdy zastřelil jistý Pekka-Erik Auvinen ve městě Tuusula ve Finsku osm lidí. V klipu na YouTube nejprve s pistolí v ruce popsal, jak vystřílí celou střední školu, a pak svůj vražedný plán skutečně splnil. Poslední střelu si prohnal vlastní hlavou. Je možné, že Saari byl před Auvinenovou smrtí v kontaktu. Oba případy každopádně rozpoutaly diskusi o zákonech povolujících nošení zbraní i o cenzuře některých videí na internetu.